# Guy Rose

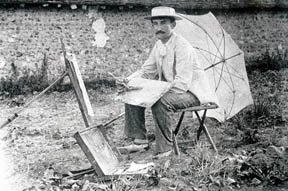
Guy Rose in Giverny, 1899

Guy Rose (San Gabriel, 3 maart 1867 – Pasadena, 17 november 1925) was een Amerikaans kunstschilder. Hij wordt gerekend tot het Amerikaans impressionisme.

## Leven en werk
Rose werd geboren in een vooraanstaande familie in Californië, waar zijn vader senator was. Hij groeide op in de vallei nabij Rosemead, waar zijn familie grote wijngaarden bezat. In 1876 werd Rose tijdens een jachtpartij per ongeluk door zijn broer in het gezicht geschoten. Tijdens zijn herstel begon hij te tekenen en te schilderen. In 1884 ging hij naar San Francisco om er te studeren aan de 'California School of Design', onder andere bij Emil Carlsen. In 1988 ging hij naar Parijs, waar hij studeerde onder Benjamin-Constant, Jules Joseph Lefebvre en Jean-Paul Laurens. Hij raakte er bevriend met Frank Vincent. In 1889 won hij een beurs aan de Academie Delacluse. In 1890 exposeerde hij voor het eerst in de Parijse salon.
In 1891 keerde Rose terug naar Amerika en vestigde zich in New York. Hij werkte er als illustrator bij tijdschriften als Harper's Magazine, Scribners en Century. In 1899 reisde hij opnieuw af naar Frankrijk en kocht samen met zijn vrouw Ethel een huisje in schildersdorp Giverny. In 1900 ging hij naar Parijs en in de winter maakte hij een reis naar Algerije. Van 1904 tot 1912 zou hij opnieuw in Giverny wonen, waar hij bevriend raakte met Claude Monet, die hij als zijn leermeester ging beschouwen. Hij schilderde in een impressionistische stijl, met zachte tinten, vooral landschappen en portretten. Ten gevolge van een eerder opgelopen loodvergiftiging werd hij gedwongen vooral met waterverf te werken. Na 1894 maakte hij nog maar zelden werken in olie.
In 1912 ging Rose wederom terug naar de Verenigde Staten en begon onder andere een tekenschool op Rhode Island. In 1914 vestigde hij zich definitief in Los Angeles. Hij werkte als leraar en later directeur aan de Stickney Memorial School of Art in Pasadena. In 1921 kreeg hij een herseninfarct, waardoor hij verlamd raakte. Hij overleed in 1925, 58 jaar oud. In 1926 vond er een overzichtstentoonstelling van zijn werk plaats in de Stendahl Gallery in Los Angeles. Zijn werk is onder andere te zien in het Art Institute of Chicago, het Cleveland Museum of Art en het Los Angeles County Museum of Art. Te Newport Beach bevindt zich een 'Guy Rose Gallery'.

## Galerij

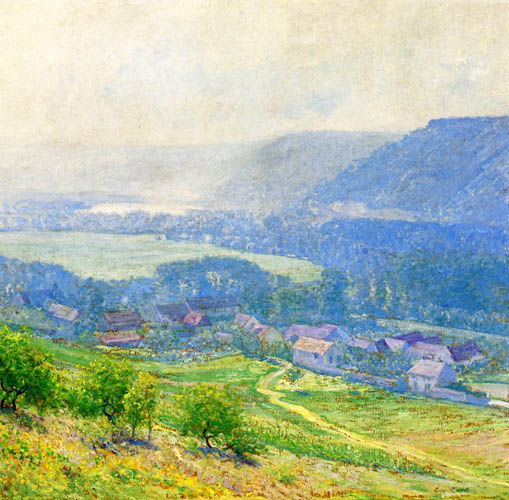
The Saine Valley, Giverny
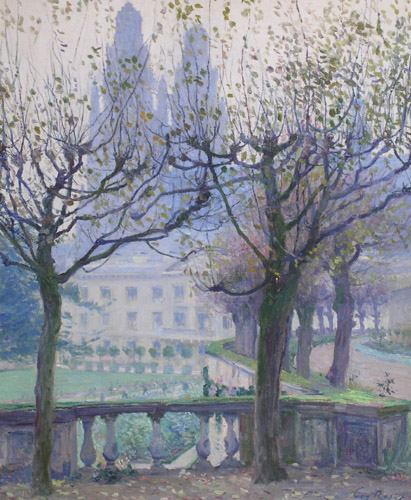
In the Musee Gardens
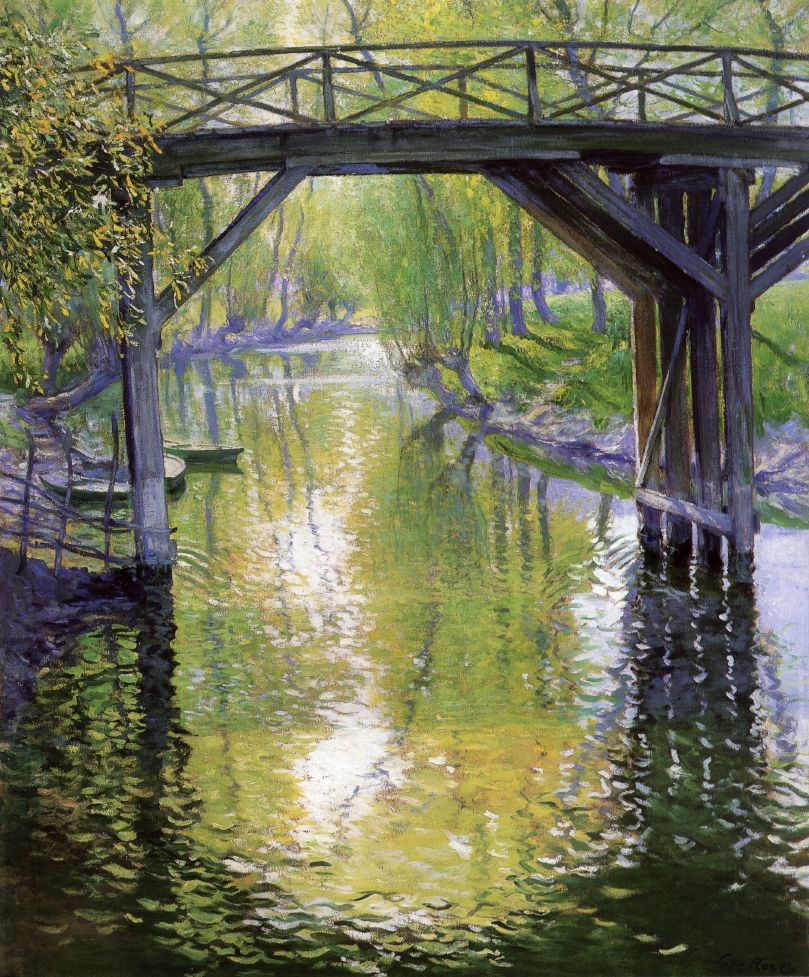
The Old Bridge, France
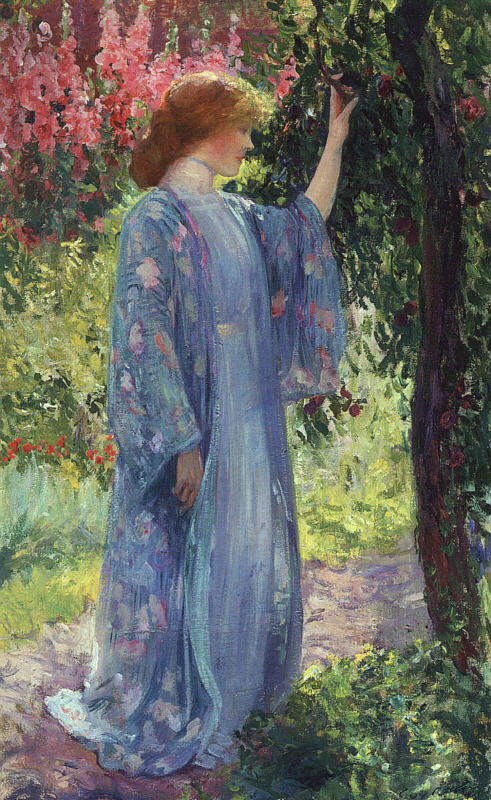
The Blue Kimono
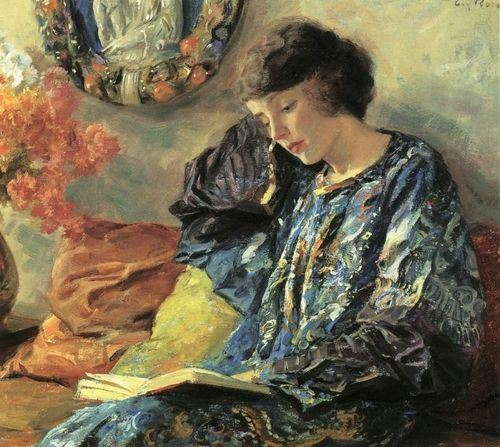
Marguerite
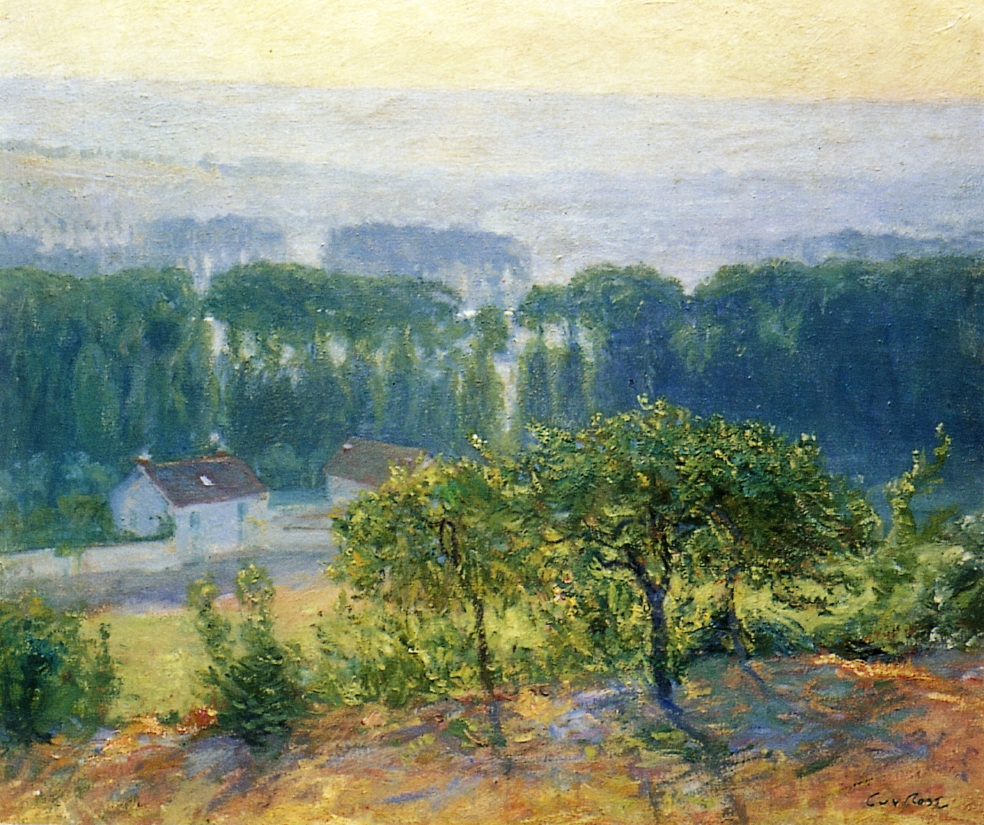
Late Afternoon, Giverny
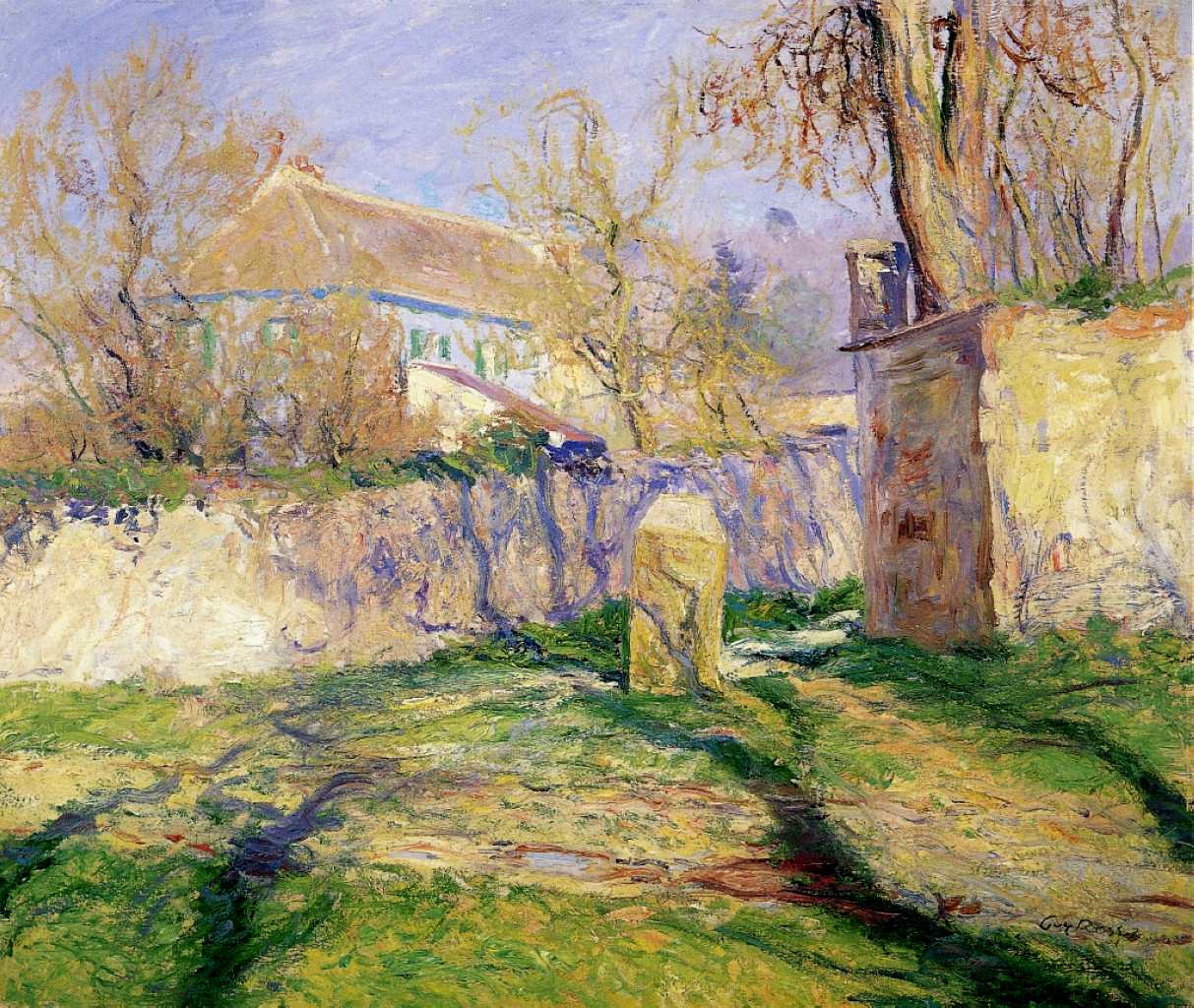
The Blue House
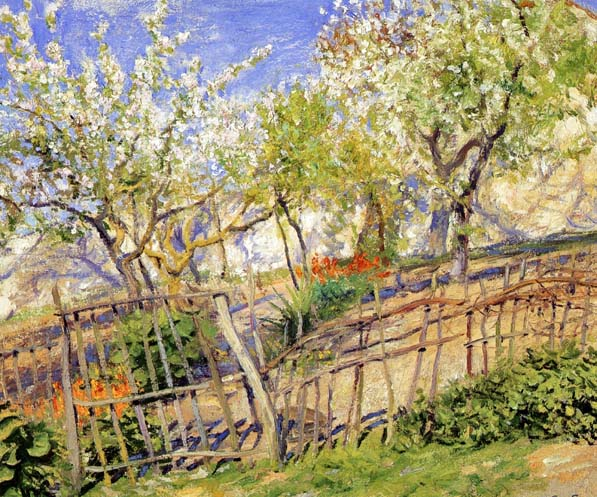
Blossoms and Wallflowers
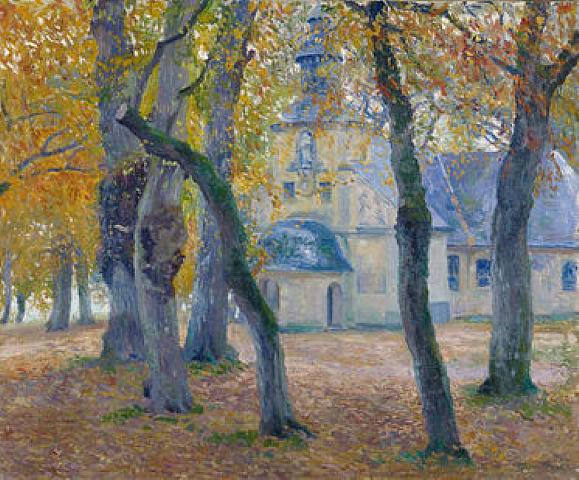
Notre Dame de Grâce à Honfleur
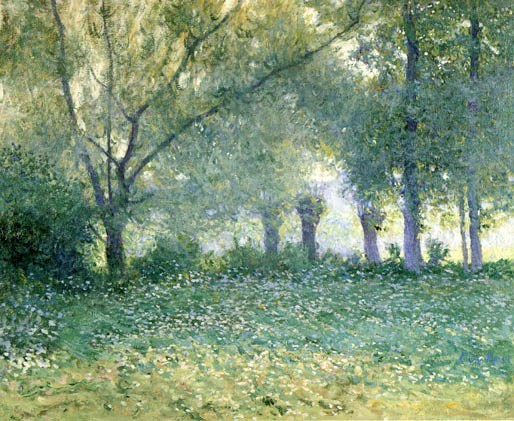
Morning Mist